# Anna Rosbach Andersen
Anna Rosbach (født 2. februar 1947) er teknikumingeniør, kontorchef og Europa parlamentariker, valgt til medlem af Europa-Parlamentet for Dansk Folkeparti ved Europa-Parlamentsvalget 2009, siden er hun skiftet over til Miljøpartiet Fokus. 

## Liv og karriere
Anna Rosbach er konservatorieuddannet og har arbejdet som kordirigent og sangpædagog. Siden 2000 har hun været kontorchef for gruppen UEN i Europa-Parlamentet med ansvar for budgetkontroludvalget. Samtidig har hun været politisk rådgiver for MEP Mogens Camre.
Anna Rosbach var første gang opstillet til Europa-Parlamentet i 2004. Hun har været formand for Dansk Folkeparti i Hundested og folketingskandidat i Århus Nord-kredsen. Hun var fra 2005 til 2009 medlem af regionsrådet i Region Hovedstaden.
Den 8. marts 2011 meldte Anna Rosbach sig ud af Dansk Folkeparti og skiftede politisk gruppe i Europa-Parlamentet fra Gruppen Europæisk Frihed og Demokrati (EFD) til Gruppen Europæiske Konservative og Reformister (ECR), i en periode var hun løsgænger, inden hun meldte sig ind i Miljøpartiet Fokus den 17. marts 2014.
Hun bor i Kikhavn ved Hundested.